# Ключ (фильм, 1983)
«Ключ» — итальянский художественный фильм, поставленный в 1983 году режиссёром Тинто Брассом по мотивам одноимённого романа Дзюнъитиро Танидзаки.

## Сюжет
Венеция, 1939 год. В маслянистой воде каналов отражаются портреты Муссолини. Пожилой профессор-искусствовед Нино любит свою молодую жену Терезу, но врачи запретили ему заниматься сексом. Тереза мечтает о молодом Ласло, но не готова признаться мужу. Нино изыскивает способы доставить жене удовольствие и записывает свои мысли в дневник, оставляя ключ на видном месте. Жена принимает его игру и отвечает тем же. Их дочь Лиза, невеста Ласло, читает оба дневника.

## В ролях
- Фрэнк Финлей
- Стефания Сандрелли
- Франко Бранчароли
- Барбара Куписти
- Армандо Марра
- Мария Грациа Бон
- Джино Кавальери
- Энцо Туррин
- Перо Бортолуччи
- Ирма Вайтхен